# Cyclommatus hagedorni
Cyclommatus hagedorni is een keversoort uit de familie vliegende herten (Lucanidae). De wetenschappelijke naam van de soort is voor het eerst geldig gepubliceerd in 2002 door Nagai & Tsukamoto.